# 布尔哈通河
布尔哈通河，位于中华人民共和国吉林省延边朝鲜族自治州境内，是嘎呀河右岸支流，
布尔哈通河发源于安图县北部亮兵镇南沟村东北哈尔巴岭东麓，西南流至南沟村转东南流，经明月镇、安图县城、石门镇，过龙井市老头沟镇后转东流，经延吉市朝阳川镇和市区，于小营镇河龙村北右纳海兰河（海兰江）后转东北流，经图们市长安镇，最后于石岘镇下嘎村汇入嘎呀河。河长172千米，流域面积7065平方千米，河道平均比降1.9‰。年均径流量13.48亿立方米。布尔哈通河上游属低山区，河道狭窄，两岸林木丛生；中游属丘陵区，河谷较开阔，形成山间盆地地形，是延吉盆地的主要组成部分，这一带水量丰沛，土地肥沃，气候适宜，光照充足，是龙井市重要水稻产区之一；下游属低山丘陵区，河谷变得狭窄幽深，河道坡降较大，七八月暴雨集中季节易发生水灾。